# Дейнега, Вячеслав Аверкиевич
Вячеслав Аверкиевич Дейнега (1873, Ейск, Кубанская область — 7 января 1954, Москва) — русский учёный, зоолог-морфолог, специалист по сравнительной анатомии. Профессор Московского университета по кафедре зоологии. Много лет проработал в МГУ, в Зоологическом музее. Почти полвека проработал в Московском обществе испытателей природы (МОИП).

## Биография
Родился в 1873 году.
В 1887 году окончил Московский университет. Оставлен при кафедре для приготовления к профессорскому званию.
С 1900 года — доцент при Институте сравнительной анатомии Московского университета (первоначально - «Сравнительно-анатомического кабинета» в Шереметьевском переулке).
В 1902 году получает степень магистра зоологии.
С 1905 года — ассистент кафедры зоологии. 
С 1905 года — штатный сотрудник Зоологического музея.
С 1909 года — лаборант Института сравнительной анатомии.
Со студенческой скамьи преданный соратник и сотрудник профессора Михаила Александровича Мензбира.
В 1911 году вместе с профессором М. А. Мензибром покидает Московский университет. 
С 1911 по 1917 год — преподаватель зоологии и сравнительной анатомии на Московских Высших женских курсах, где сдружился с профессором Александром Фёдоровичем Котсом (будущим основателем Дарвиновского музея).
С 1912 по 1932 год — Учёный секретарь МОИП. 
По состоянию на 1927 год проживал по адресу Москва, ул.Герцена,6, кв.66.
С 1930 года — профессор Московского государственного университета.
С 1932 по 1954 год — руководитель библиотеки МОИП. Автор работ по истории МОИП.
Скончался 7 января 1954 года. Похоронен на Пятницком кладбище в Москве. 

## Некоторые труды
- Дейнега В. А. К познанию анатомии Chlamydoselachus anguineus, Garm / Москва : тип. Имп. Моск. ун-та, 1909. - 26. - (Труды Сравнительно-анатомического института Императорского Московского университета / Под ред. пр. М.А. Мензбира; Вып. 7). - 1909. - [2], 66 с., 4 л. ил.[7][8]
- Дейнега В. А. / М. А. Мензбир как руководитель ученого общества. - В кн.: Памяти академика Михаила Александровича Мензбира М., Л., 1937, с. 31 - 37.[9]
- Указатель статей напечатанных в изданиях Московского общества испытателей природы (1805-1934). Ч.2. / Сост., науч.ред. Вячеслав Аверкиевич Дейнега . – Москва : ГИБМЛ, 1936 . – 114 с[10].
- Указатель статей напечатанных в изданиях Московского общества испытателей природы (1805-1940). Ч.3 / Сост., науч.ред. Вячеслав Аверкиевич Дейнега . – Москва : ГИБМЛ, 1940 . – 87 с[11].

## Семья, родственники
Старший брат — Валериан Аверкиевич Дейнега (1864—1917) — учёный, ботаник, специалист по морфологии растений. Приват-доцент Императорского Московского университета; старший ассистент кафедры ботаники. Секретарь секций Ботаники и Морфологии и систематики IX Съезда русских естествоиспытателей и врачей.
Младший брат — Сергей Аверкиевич Дейнега (1871—1915) — подъесаул 1-го Запорожского казачьего полка, умер от туберкулеза.

### Путаница с братом
В современных электронных библиотеках и хранилищах архивных материалов царствует путаница между научными трудами Вячеслава Аверкиевича Дейнеги и его старшего брата, приват-доцента по кафедре ботаники Валериана Аверкиевича Дейнеги. Так, работа Вячеслава Дейнеги «К познанию анатомии Chlamydoselachus anguineus, Garm», написанная под руководством профессора М. А. Мензибра и посвящённая изучению Плащеносной акулы, в источниках ошибочно приписывается его брату-ботанику: см.,  и др.
В ряде источников указывается, что с 1894 по 1917 годы Вячеслав Дейнега занимал должность казначея Московского общества испытателей природы (МОИП), между тем эту должность занимал не он, а его брат — ботаник Валериан Дейнега.
Напротив, в работах по истории Ярославского государственного университета им. П. Г. Демидова нередко указывается (напр.), что в 1918—1924 годах Вячеслав Дейнега работал на кафедре биологии этого университета и преподавал там. Однако, на самом деле эта информация относится к ботанику  Валериану Дейнеге, а зоолог Вячеслав Дейнега в Ярославском университете не работал.
Путаница усугубляется и тем, что оба брата преподавали на Московских Высших женских курсах, только Валериан Аверкиевич в 1901—1902 годах, а Вячеслав Аверкиевич — в 1911—1912 гг.